# Gördülő kavicsok
A Gördülő kavicsok (eredeti cím: Satisfaction, alternatív címén Girls of Summer) 1988-ban bemutatott amerikai filmvígjáték-dráma, melyet Joan Freeman rendezett. A főbb szerepekben Justine Bateman, Liam Neeson és Julia Roberts látható.

## Történet
A film egy Baltimore-ban tevékenykedő, túlnyomórészt lányokból álló rockzenekar, a Mystery életét, a tagok közti kisebb-nagyobb belviszályokat, veszekedéseket, barátságokat és pasizásokat jeleníti meg. A zenekar tagjai az énekesnő és frontember Jennie, a basszusgitáros Daryle, a gitáros Billie, a dobos Mooch és a billentyűs Scott Coffey (a banda egyetlen férfitagja).
Martin Falcon, egy szórakozóhely tulajdonosa először betörőnek hiszi a házában felbukkanó zenekari tagokat, majd a menedzserük lesz. A lányok egyikének rendőrségi ügye is támad, Jenny pedig összejön az együttest felkaroló férfival, végül azonban elválnak útjaik.

## Fôszereplők
- Justine Bateman – Jennie Lee, az együttes énekese és frontembere
- Liam Neeson – Martin Falcon, az együttes felkarolója
- Trini Alvarado – Mooch, dobos
- Julia Roberts – Daryle, basszusgitáros
- Scott Coffey – Nicky, billentyűs
- Britta Phillips – Billie, gitáros
- Debbie Harry – Tina
- Chris Nash – Frankie
- Michael DeLorenzo – "Bunny" Slotz
- Tom O’Brien – Hubba
- Steve Cropper – Sal

## Filmzene
A film zenéjét 1988-ban adták ki, a filmzenét tartalmazó lemezen úgy tüntették fel, mintha a számokat Justine Bateman és a Mistery zenekar játszotta volna fel. Valójában a felvétel készítésénél csak Bateman vett részt szólóénekesként és Britta Philips vokalistaként – további zenészekkel. Egy számnak Britta Philips volt a szólóénekese.
Számlista
1. Justine Bateman & the Mystery – "(I Can't Get No) Satisfaction" –
2. Justine Bateman & the Mystery – "Knock on Wood"
3. Justine Bateman & the Mystery – "Lies"
4. Justine Bateman & the Mystery – "Mr. Big Stuff"
5. John Kay & Steppenwolf – "Rock and Roll Rebels"
6. Justine Bateman & the Mystery – "Iko Iko"
7. Justine Bateman & the Mystery – "C'mon Everybody"
8. Justine Bateman & the Mystery – "Talk to Me"
9. Justine Bateman & the Mystery – "Mystery Dance"
10. The Chantels – "Maybe"
11. Michel Columbier – "Love Theme from Satisfaction"
12. Justine Bateman & the Mystery – "(I Can't Get No) Satisfaction (Version 2)"

## Fogadtatás
A film viszonylag gyenge kritikát kapott.